# Phronia mutabilis
Phronia mutabilis är en tvåvingeart som beskrevs av Dziedzicki 1889. Phronia mutabilis ingår i släktet Phronia och familjen svampmyggor. Arten är reproducerande i Sverige. Inga underarter finns listade i Catalogue of Life.